# Mahendrakot
Mahendrakot (nep. महेन्द्रकोट) – gaun wikas samiti w zachodniej części Nepalu w strefie Lumbini w dystrykcie Kapilvastu. Według nepalskiego spisu powszechnego z 2001 roku liczył on 1147 gospodarstw domowych i 6302 mieszkańców (3276 kobiet i 3026 mężczyzn).